# Lissonota culiciformis
Lissonota culiciformis là một loài tò vò trong họ Ichneumonidae.